# Astronave
Astronave és el segell de còmic infantil i juvenil de l'editorial Norma:
entre altres títols destacats, ha publicat Snapdragon o sèries divulgatives com El teatre del cos humà.
La línia començà amb Gerard Espelt com a primer editor, temps després de la cancel·lació de la revista ¡Dibus!, adreçada al públic en edat escolar: a banda d'aquella capçalera, Norma ja havia publicat títols per a primers lectors, però des de llavors començaren a publicar un àlbum cada mes.
El primer àlbum, comercialitzat a l'octubre del 2017 tant en català com en castellà, fon La princesa i el poni, seguit de Los ratoncitos i Búscalo… ¡en el espacio!.
El 2022 publicà Menjant amb por, un còmic sobre els trastorns alimentaris que guanyà el premi al millor còmic infantil i juvenil del Saló Internacional del Còmic de Barcelona l'any següent.
El 2025, l'obra guanyadora del primer Premi Carnet Jove de Còmic, El misteri de la geoda rosada de Júlia Rubau, en el qual tres infants de vacances al poble viuen una aventura que posarà a prova llur amistat.